# Kolegiata św. Mikołaja w Końskich
Kolegiata św. Mikołaja – rzymskokatolicki kościół parafialny należący do parafii pod tym samym wezwaniem (dekanat konecki diecezji radomskiej).

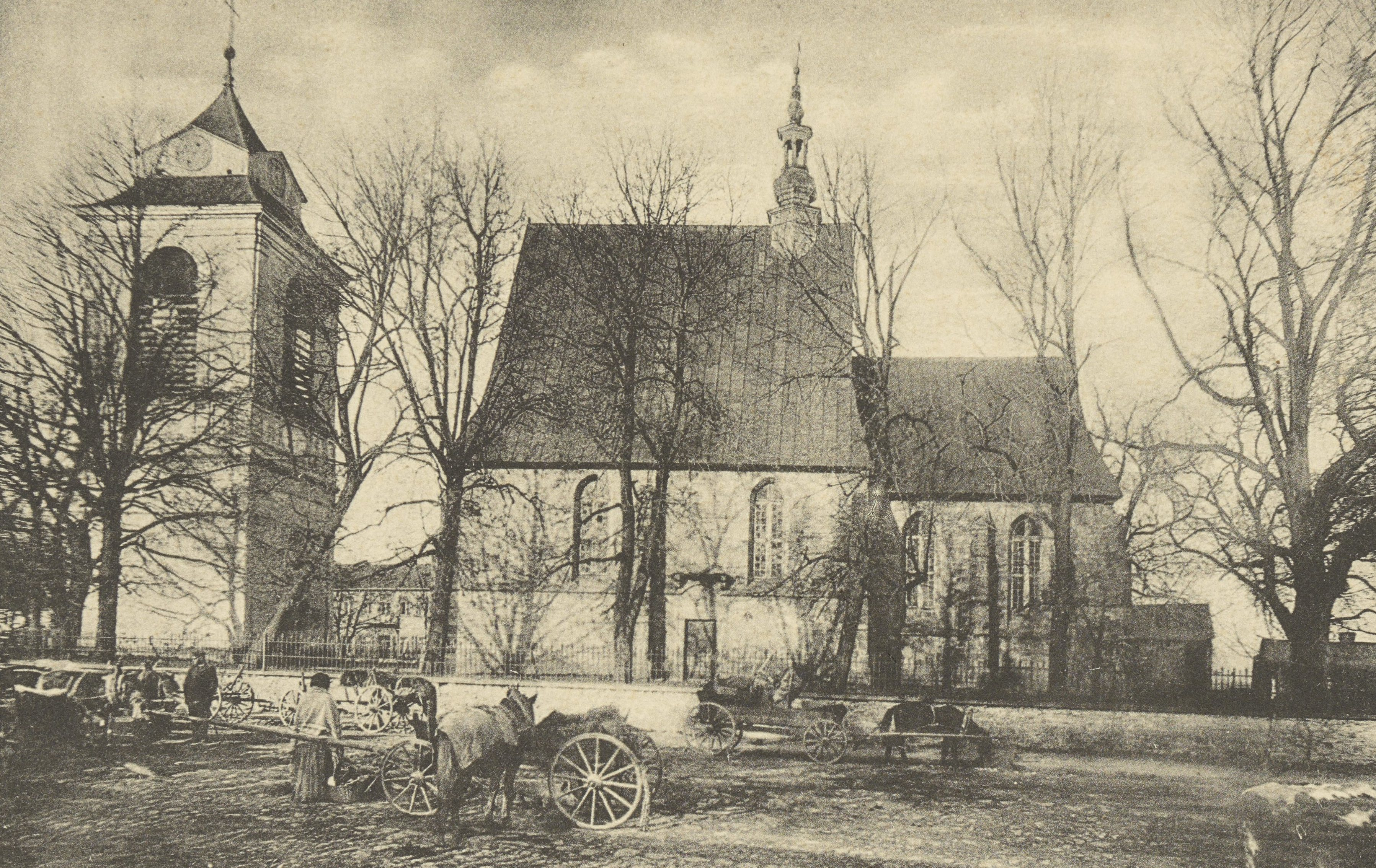
Kościół przed 1906 r.

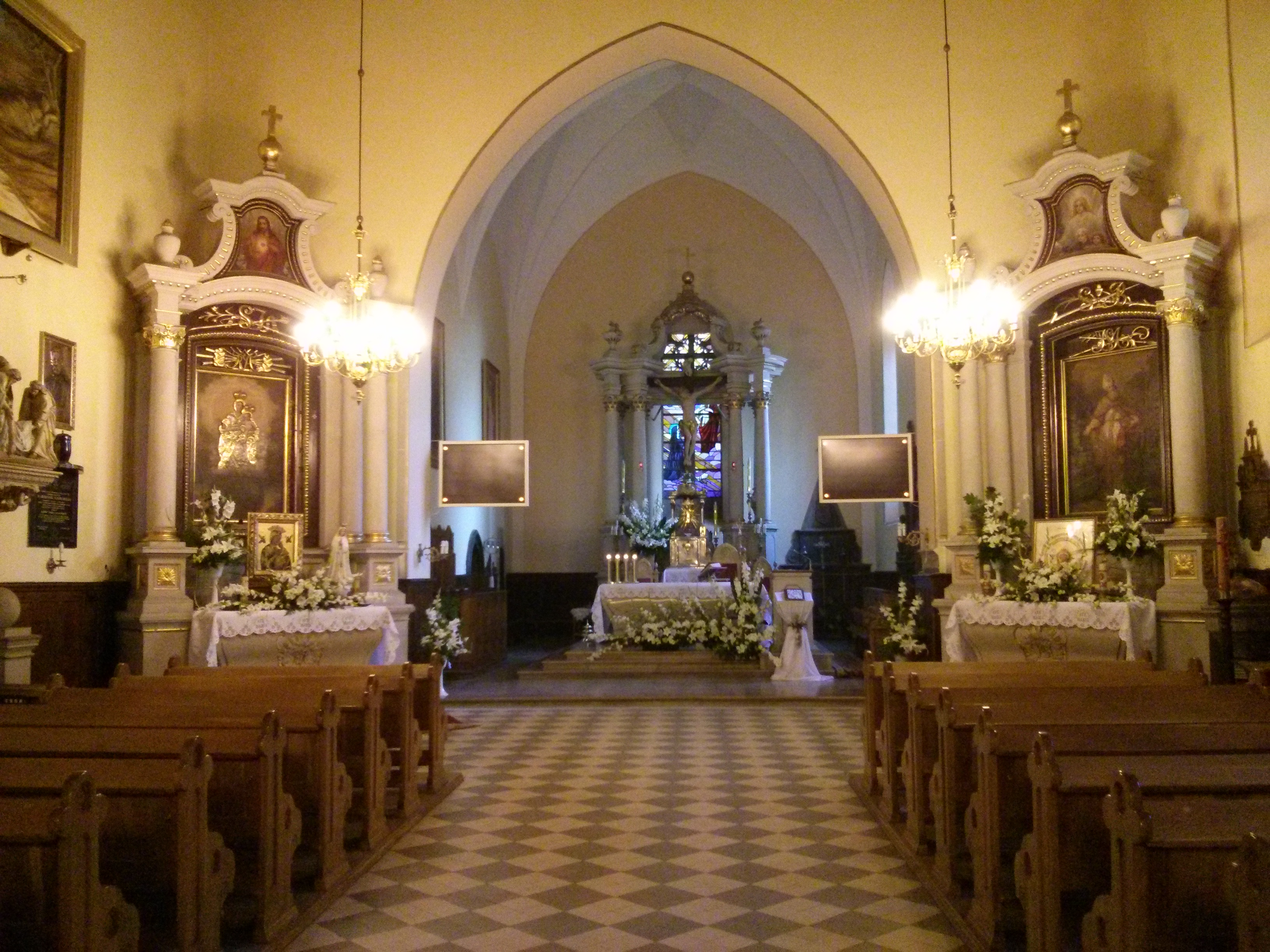
Wnętrze kolegiaty

Jest to kościół późnogotycki, jeden z zabytków w Końskich, wybudowany w latach 1492–1520 na miejscu kościoła romańskiego ufundowanego przez Iwo Odrowąża. W 1749 roku na rozkaz Jana Małachowskiego wzniesione zostało prezbiterium o gwieździstym kształcie, kamienny późnobarokowym ołtarz z kolumnami oraz baldachimem.
W latach 1902–1903 kościół został rozbudowany od strony zachodniej, a projektantem był architekt Wacław Popławski. W 1913 roku została wzniesiona wieża z zegarem i trzema dzwonami. Od 1993 siedziba Koneckiej Kapituły Kolegiackiej.